# 美国革命博物馆

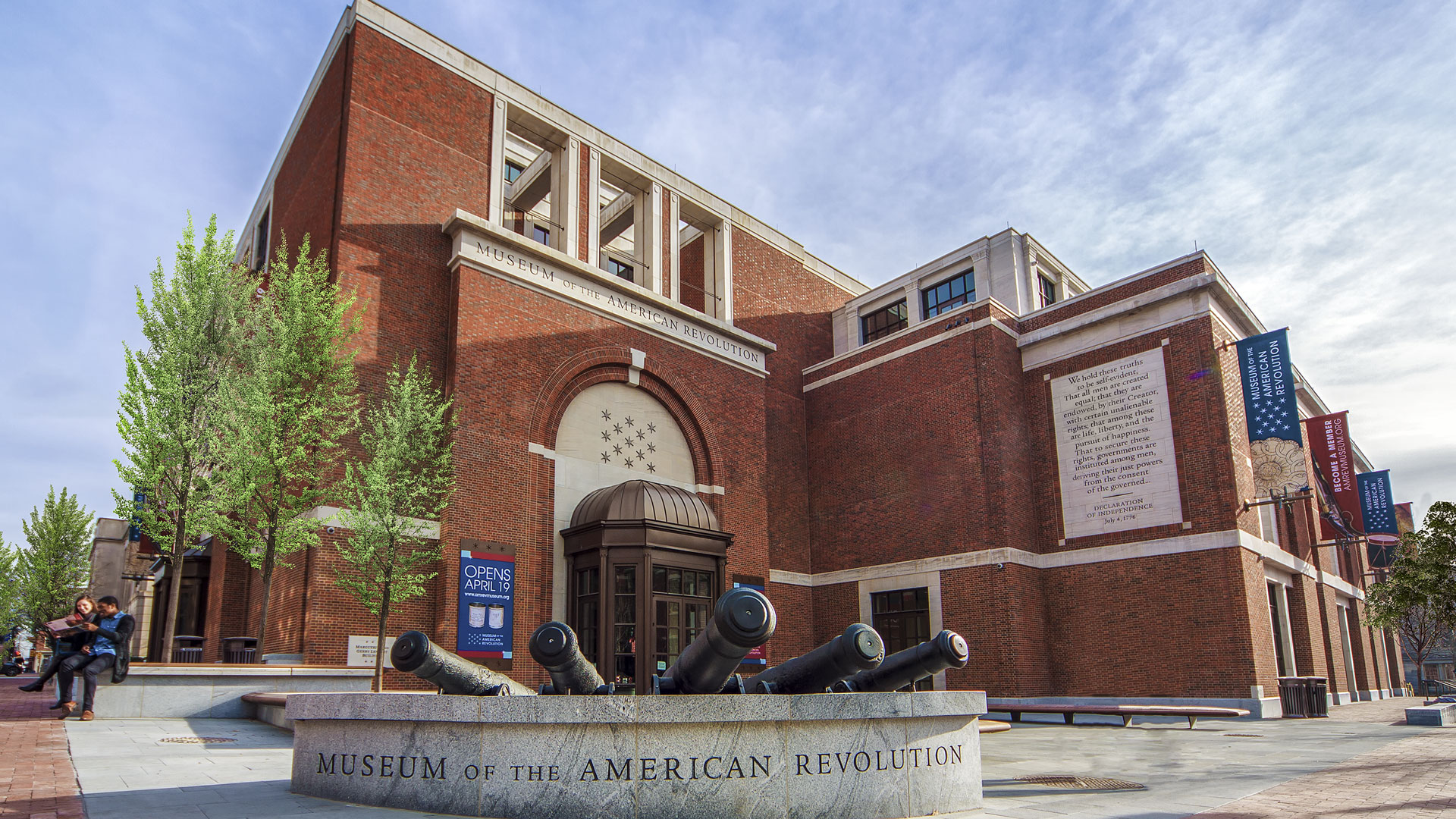
美国革命博物馆

美国革命博物馆（Museum of the American Revolution）是位于美國宾夕法尼亚州費城的一座博物馆，該博物館主要展出與美國革命有關的內容。该博物馆于2017年4月19日向公众开放，这一天恰好是美國獨立戰爭中的列克星敦和康科德战役爆發242周年。
该博物馆位于费城的南三街101号（101 South Third St.），费城在美國革命期间曾是美國的首都。美国革命博物馆位于美国第一银行对面，距离美國獨立紀念館、國家憲法中心、美国第二银行、美國哲學學會、木匠厅和自由钟仅两个街区之遥。